# Eremocrinum albomarginatum
Eremocrinum es un género monotípico perteneciente a la antigua familia de las  agaváceas ahora subfamilia Agavoideae. Su única especie, Eremocrinum albomarginatum, es originaria de Estados Unidos.

## Descripción
Son plantas que alcanzan un tamaño de 1.5 a 3.5 (-4) dm. Hojas erectas a extendidas de 10-40 × 0.1-0.3 cm, con vainas de 5-8  × 0,5-0,9 cm. Inflorescencias con brácteas delgadas, membranosas y de color blanquecino o, a veces cartáceas y verdosas, de forma triangular en forma de punzón, 0,3-2 cm. Flores numerosas, perianto de 1-2 cm, con forma de tubo de 0,4-0,8  cm; anteras 2,5-3 mm, 3-4 mm de estilo; pedúnculo erecto, 1 mm, oculto por brácteas. Cápsulas de 0,4-0,6 cm. Semillas 2-2,5 mm.

## Distribución y hábitat
Floración de primavera (abril-junio) en pisos de arena, dunas, a una altitud de 1300 - 1800 metros en Arizona y Utah.

## Taxonomía
Eremocrinum albomarginatum fue descrita por (M.E.Jones) M.E.Jones  y publicado en Zoë 4(1): 53. 1893.
Sinonimia
- Hesperanthes albomarginata M.E.Jones[3][4]